# Barbazan-Debat
Barbazan-Debat – miejscowość i gmina we Francji, w regionie Oksytania, w departamencie Pireneje Wysokie.
Według danych na rok 1990 gminę zamieszkiwało 3536 osób, a gęstość zaludnienia wynosiła 362 osób/km² (wśród 3020 gmin regionu Midi-Pireneje Barbazan-Debat plasuje się na 91. miejscu pod względem liczby ludności, natomiast pod względem powierzchni na miejscu 1105.).